# Al Unser sr.
Alfred Unser sr. (Albuquerque (New Mexico), 29 mei 1939 – Chama (New Mexico), 9 december 2021) was een Amerikaans autocoureur. Hij won drie formuleracing kampioenstitels, in 1983 en 1985 het Champ Car kampioenschap en in 1970 de voorloper van dat kampioenschap dat werd georganiseerd door de United States Automobile Club. Hij is tevens met vier overwinningen recordhouder op het circuit van Indianapolis, een record dat hij deelt met A.J. Foyt, Rick Mears en Hélio Castroneves.

## Biografie

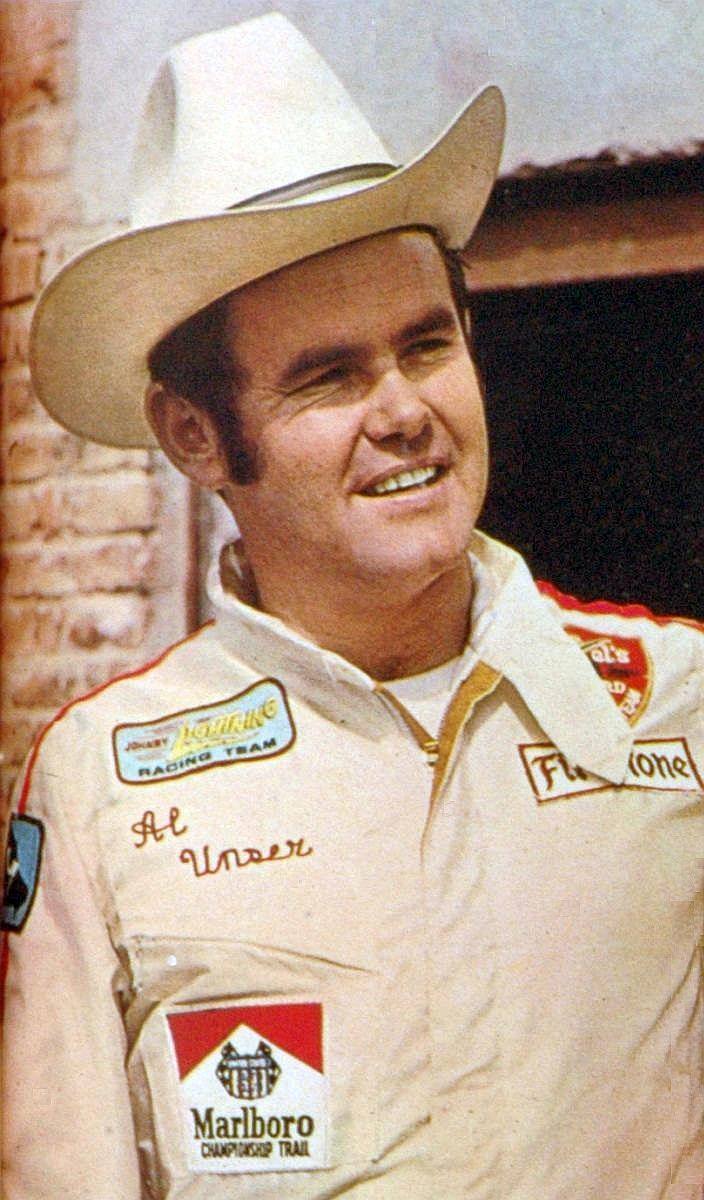
Al Unser in 1971

Unser maakt deel uit van een familie met een erg grote racetraditie. Zijn vader Jerry Unser en zijn twee ooms Louis en Joe waren allen autocoureurs. Zijn oudste broer Jerry jr. was het eerste lid van de familie dat deelnam aan de Indianapolis 500 race. Hij kwam om het leven tijdens de trainingen voor deze race in 1959. Zijn andere broer Bobby Unser won de race op Indianapolis als eerste van de familie in 1968. Hij won de race daarna ook in 1975 en 1981. Al Unser jr., de zoon van Al, won de race in 1992 en 1994, wat met de vier overwinningen van Al zelf het totaal van Indianapolis 500 overwinningen voor de familie Unser op negen brengt. Zijn kleinzoon Al Unser III reed vanaf 2004 in het Atlantic Championship en later in de Indy Lights-serie.

## Champ Car
Unser neemt vanaf 1965 deel aan het kampioenschap van de formuleracing klasse dat georganiseerd werd door de United States Automobile Club en dat de voorloper is van het Champ Car kampioenschap zoals dat gehouden werd tussen 1979 en 2007. Hij won dat jaar meteen zijn eerste race, op het circuit van Pikes Peak.
In 1966 en 1967 won hij geen races , maar in 1968 won hij vijf keer en werd derde in de eindstand. Een jaar later won hij opnieuw vijf races en werd tweede in het eindklassement.
1970 werd een uitzonderlijk jaar. Hij won tien van de achttien races en kwam nog eens vijf keer als niet-winnaar op het podium te staan. Hij stond acht keer op pole position en won voor de eerste keer de race op Indianapolis. Hij bleef de volgende jaren rijden in het kampioenschap en werd in 1977 en 1978, de twee laatste jaren dat het kampioenschap door de United States Automobile Club georganiseerd werd, tweede in de eindstand van deze kampioenschappen.
Vanaf 1979 wordt het Amerikaans georiënteerde formuleracing kampioenschap georganiseerd door de Championship Auto Racing Teams of kortweg CART, dat algemeen bekendstaat onder de naam Champ Car. Unser wint het Champ Car kampioenschap twee keer, de eerste keer in 1983 en twee jaar later, in 1985 doet hij dat nog eens over. Hij won dat laatste kampioenschap met één punt voorsprong op zijn zoon Al Unser jr. Het was meteen het laatste jaar dat Unser een volledige kalender in de Champ Car reed. Vanaf dan rijdt hij nog sporadisch mee. Hij stond in zijn carrière aan de start van 321 races en won er 39.

## Indianapolis 500
Met vier overwinningen is Unser, samen met A.J. Foyt, Rick Mears en Hélio Castroneves recordhouder op de Indianapolis Motor Speedway. Hij nam in totaal 27 keer deel aan deze legendarische race. De eerste keer in 1965 waar hij vanaf een 32ste startplaats moest starten, maar knap negende werd. Twee jaar later wordt hij na winnaar A.J. Foyt tweede in de race, weliswaar op twee ronden van de winnaar. In 1968 crasht hij uit de race in de veertigste ronde, maar zijn broer Bobby Unser wint de race en wordt daarmee de eerste Unser die op Indianapolis wint.
In 1970 wint hij de race voor de eerste keer, hij stond dat jaar op de pole position en ook een jaar later wint hij de race. In 1972 werd hij tweede na winnaar Mark Donohue. In 1975 wint zijn broer Bobby de race voor de tweede keer en 1978 wint hij zelf de race voor de derde keer. In 1981 brengt zijn broer de stand weer gelijk tussen de twee broers. Bobby wint dat jaar voor de laatste keer de race.
In 1987, zeventien jaar na zijn eerste overwinning op Indianapolis wint hij er voor de vierde en laatste keer. Het Penske team had de voorkeur gegeven om met andere rijders verder te gaan en Unser had geen plaats meer in het team. Een van de andere rijders, Danny Ongais, had een week voor de race een crash tijdens een oefensessie waardoor hij niet fit bevonden werd om te racen en Unser werd terug opgevist als rijder. Hij kwalificeerde zich met een verouderde wagen op de zevende rij op de startgrid. Tijdens de race kwam hij achttien ronden voor het einde aan de leiding, die hij niet meer afstond en zijn vierde overwinning op Indianapolis was dan een feit. In 1992 stond hij voor de laatste keer op het podium, hij werd derde. Hij stond samen op het podium met zijn zoon Al Unser jr., die de race de eerste keer won. Een jaar later reed hij voor de laatste keer op Indianapolis. Behalve de vier overwinningen, stond hij nog zeven keer op het podium, drie keer als tweede en vier keer als derde.

## Resultaten
United States Automobile Club resultaten (aantal gereden races, aantal maal in de top 5 van een race, eindpositie kampioenschap en punten)
| Jaar | Races | 1ste | 2de | 3de | 4de | 5de | Rang | Ptn  |
| ---- | ----- | ---- | --- | --- | --- | --- | ---- | ---- |
| 1965 | 13    | 1    | -   | -   | -   | -   | 19   | 495  |
| 1966 | 11    | -    | 3   | 1   | -   | -   | 5    | 1260 |
| 1967 | 20    | -    | 5   | 1   | -   | 3   | 5    | 2505 |
| 1968 | 28    | 5    | 1   | 3   | 2   | 1   | 3    | 2895 |
| 1969 | 19    | 5    | 3   | 1   | 1   | -   | 2    | 2630 |
| 1970 | 18    | 10   | 2   | 3   | -   | 1   | 1    | 5130 |
| 1971 | 12    | 5    | -   | -   | -   | -   | 4    | 2200 |
| 1972 | 10    | -    | 1   | 1   | 1   | -   | 4    | 1800 |
| 1973 | 14    | 1    | -   | 1   | 1   | -   | 13   | 1080 |
| 1974 | 13    | 1    | 2   | -   | -   | 4   | 4    | 2430 |
| 1975 | 6     | -    | -   | -   | 1   | 1   | 17   | 450  |
| 1976 | 12    | 3    | 1   | 1   | 2   | -   | 4    | 3020 |
| 1977 | 13    | 1    | 3   | 2   | 1   | -   | 2    | 3030 |
| 1978 | 16    | 3    | -   | 1   | 1   | 2   | 2    | 4031 |

Champ Car resultaten (aantal gereden races, aantal maal in de top 5 van een race, eindpositie kampioenschap en punten)
| Jaar | Races | 1ste | 2de | 3de | 4de | 5de | Rang | Ptn  |
| ---- | ----- | ---- | --- | --- | --- | --- | ---- | ---- |
| 1979 | 14    | 1    | 1   | 2   | 1   | 3   | 5    | 2085 |
| 1980 | 12    | -    | -   | 1   | 1   | 1   | 8    | 1153 |
| 1981 | 11    | -    | 1   | 1   | -   | 2   | 10   | 90   |
| 1982 | 9     | -    | 1   | 1   | 1   | -   | 7    | 125  |
| 1983 | 13    | 1    | 4   | 1   | 3   | 1   | 1    | 151  |
| 1984 | 16    | -    | -   | 2   | 1   | 1   | 9    | 76   |
| 1985 | 14    | 1    | 2   | 3   | 3   | 1   | 1    | 151  |
| 1986 | 5     | -    | -   | -   | -   | -   | -    | -    |
| 1987 | 5     | 1    | 1   | -   | -   | -   | 13   | 39   |
| 1988 | 5     | -    | -   | 1   | -   | -   | 19   | 23   |
| 1989 | 4     | -    | -   | -   | -   | -   | 16   | 14   |
| 1990 | 1     | -    | -   | -   | -   | -   | -    | -    |
| 1991 | 1     | -    | -   | -   | -   | -   | -    | -    |
| 1992 | 2     | -    | -   | 1   | -   | -   | 16   | 15   |
| 1993 | 1     | -    | -   | -   | -   | -   | 33   | 1    |

- Library of Congress Control Number: n95039217
- Virtual International Authority File: 28777102
- WorldCat: E39PBJktpwYg3fgC9BcrXtDcyd